# Xalet Giner-Cortina
El Xalet Giner-Cortina també anomenat Palauet o Palauet neonazarí, és un edifici residencial situat al municipi de Torrent. Va ser construït als anys 1918 i 1919 per l'arquitecte José María Manuel Cortina Pérez, per a la seva germana Eva María i el seu cunyat José Giner Viguer. El conjunt de l'habitatge principal, els templets i les construccions auxiliars és Bé de Rellevància Local.
Després d'un incendi el 2006 i vandalisme es va trobar en molt mal estat. Ja des del 2010, el partit local, Bloc de Torrent, n'ha demanat l'expropiació en reacció contra per la negligència del propietari. El 2015, altra vegada l'ajuntament va amonestar els propietaris que fessin obres d'estabilització urgents. El ple de l'ajuntament de Torrent va decidir l'agost de 2019 de comprar el conjunt, malgrat l'oposició dels partits de dreta. El febrer de 2020 es van decidir les primeres obres de consolidació.